# Johannes Ambrosius Rosenstrauch

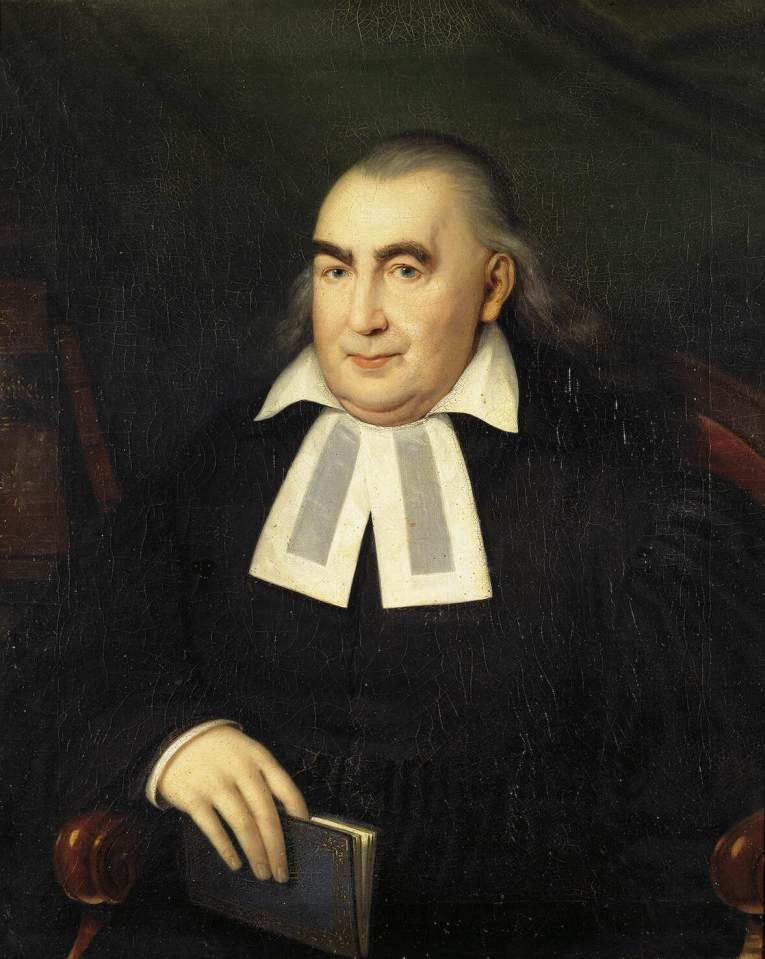
Johannes Ambrosius Rosenstrauch

Johannes Ambrosius Rosenstrauch (Breslau, 1768 – Nieuw-Rusland, 1835) was een Duits acteur en koopman. Hij bracht de tweede helft van zijn leven in Rusland door en liet memoires na over de Napoleontische Oorlogen.

## Leven
Rosenstrauch – vermoedelijk niet zijn ware familienaam – was een katholiek uit de Silezische hoofdstad Breslau in Pruisen. Eerst werkte hij als barbier-chirurgijn en vanaf 1790 begon hij met zijn vrouw te acteren in reizende theatergezelschappen doorheen het Heilig Roomse Rijk. Het was een hard bestaan. Toen het echtpaar in 1800 uit elkaar ging, zorgde Rosenstrauch voor hun vier kinderen. In 1804 vestigde hij zich in Sint-Petersburg, waar hij na een vijftal jaren het podium vaarwel zei voor de handel. Hij opende in 1811 een filiaal aan de Koeznetski Most in Moskou en begon aan een steile maatschappelijke klim. In deze stad werd hij hoofd van een vrijmetselaarsloge en bekeerde hij zich tot het lutheranisme, waarbinnen hij predikant werd. Bij zijn dood in 1835 liet hij een bloeiende zaak na die door zijn nageslacht werd voortgezet, en die door Ivan Toergenjev en andere schrijvers is beschreven.

## Memoires
In 1812 maakte Rosenstrauch de verovering door Napoleon mee en de grote stadsbrand die de Fransen tot de terugtocht dwong. Hij liet hierover anonieme memoires na, die het jaartal 1835 dragen en nadien aan hem zijn toegeschreven.
- Geschichtliche Ereignisse in Moskau im Jahre 1812 zur Zeit, der Anwesenheit des Feindes in dieser Stadt, 1835 (Moskou, Nationaal Historisch Museum, Afdeling Manuscripten, f. 402, d. 239)

## Uitgave
- Istoričeskie proisšestvija v Moskve 1812 goda vo vremja prisutstvija v sem gorode neprijatelja, 2015. ISBN 9785444802700